# Britta Böhler
Britta Böhler (Freiburg im Breisgau, 17 juli 1960) is een Nederlandse advocate van Duitse oorsprong. Zij beschouwt zichzelf als een politiek advocate. Zij was van 12 juni 2007 tot 7 juni 2011 lid van de Eerste Kamer voor GroenLinks.

## Achtergrond
Böhler werd geboren in Freiburg (West-Duitsland). Haar vader was financieel directeur van een uitgeverij en haar moeder was ambtenaar. Haar ouders waren aanhangers van de SPD.
Na de openbare basisschool en het Goethe Gymnasium, ging Böhler in 1979 rechten en filosofie studeren aan de Albert-Ludwigs Universität in haar woonplaats Freiburg. Ze koos voor rechten omdat "je daar in het Duitsland van de jaren zeventig alle kanten mee op kon". Ze specialiseerde zich in het strafrecht. Tijdens haar studie sympathiseerde Böhler met de zaak van de Palestijnen en met marxisme. Tussen 1979 en 1980 volgde ze ook de propedeuse-opleiding economie en tussen 1980 en 1982 de propedeuse-opleiding politicologie. In 1984 studeerde ze af in de rechten.

## Advocaat
In 1985 werd ze advocaat in München. Tegelijkertijd was ze referendar, promovenda in de rechten. In 1989 werd ze advocaat bij het advocatenkantoor Peat Marwick in Frankfurt am Main. Hier hield ze zich met name bezig met ondernemingsrecht. In 1991 verhuisde ze naar Amsterdam. Daar werd ze advocaat bij Loeff Claeys Verbeke. In 1992 promoveerde Böhler in de rechten aan de Albert-Ludwigs Universität op de dissertatie "Gerhart Husserl: Leben und Werk" over het werk van de Duitse rechtsfilosoof Husserl (1893-1973).
In 1994 bezocht zij Zuid-Afrika als waarnemer tijdens de eerste vrije verkiezingen na de Apartheid. Het land en de mensen maakten diepe indruk op haar en inspireerden haar om politiek advocate te worden. Tussen 1994 en 1995 was zij advocaat bij Van den Biesen en Prakke (tegenwoordig Prakken d'Oliveira Human Rights Lawyers), een activistisch links kantoor, dat zich bezighoudt met het "snijvlak tussen politiek en recht". In 1995 werd zij daar partner.
Bij dit kantoor was zij advocaat in een aantal politieke zaken, zaken waarbij het volgens Böhler "om meer gaat dan puur de berechting van het misdrijf, waarbij de politieke aspecten, de geschiedenis en de achterliggende motivatie van de cliënt belangrijk zijn". Zij trad op als verdedigster van PKK-leider Abdullah Öcalan (vanaf 1998) en van Volkert van der Graaf (vanaf 2002). Ze nam op initiatief van Maarten Mourik de zaak tegen Jorge Zorreguieta op toen hij naar Nederland zou komen voor het huwelijk van zijn dochter Máxima met Willem-Alexander. In 2005 verdedigde ze Samir Azzouz, lid van de Hofstadgroep. Ook trad zij op als raadsvrouwe van Ayaan Hirsi Ali tijdens de kwestie rondom haar nationaliteit.
In 2004 publiceerde ze twee boeken: De zwerftocht van een leider: Achter de schermen van de zaak Öcalan en Crisis in de rechtspraak.  over ontwikkelingen in de Nederlandse rechtsstaat.
Böhler ontving enkele prijzen voor haar werk. Zo kreeg zij de dekenprijs voor beste Amsterdamse advocaat in 2003 en de Clara Meijer-Wichmann Penning in 2005. In 2003 trad zij op in het televisieprogramma Zomergasten.
Naast haar werk als advocaat, was Böhler ook maatschappelijk actief. Tussen 1994 en 1999 was zij secretaris van Greenpeace Nederland. Tussen 2000 en 2003 was zij voorzitter. Tussen 1995 en 2003 was ze lid van het bestuur van "Advocaten voor Advocaten".

## Lid van de Eerste Kamer
In november 2006 kondigde Böhler haar ambitie aan om senator voor GroenLinks te worden. In 2006 had zij nog de SP geadviseerd over hun verkiezingsprogramma. Ze koos voor GroenLinks omdat "zelfontplooiing van het individu een centrale plaats inneemt in het programma van GroenLinks en dat het behoud en de bescherming van rechtsstatelijke beginselen voor de partij een belangrijk aandachtspunt is". In februari 2007 werd zij op een hoge en verkiesbare tweede plek gezet, achter lijsttrekker Tof Thissen. Voor deze kandidaatstelling moest zij de Nederlandse nationaliteit aanvragen, en omdat de Duitse wet geen dubbele nationaliteit toestaat moest ze daarvoor haar Duitse nationaliteit opgeven. Bij de Eerste Kamerverkiezingen van 2007 werd zij verkozen. In de Eerste Kamer hield zij zich bezig met financiën, defensie, Justitie en landbouw, natuur en voedselkwaliteit. Ze hield haar maidenspeech op 2 juli 2007 over de Wet politiegegevens.
Zij was lid van de commissies Europese Samenwerkingsorganisaties, Financiën, de JBZ-Raad, Justitie Landbouw, Natuur en Voedselkwaliteit, Sociale Zaken en Werkgelegenheid, Buitenlandse Zaken, Defensie en Ontwikkelingssamenwerking en voor Volkshuisvesting, Ruimtelijke Ordening en Milieu / Wonen, Wijken en Integratie.
In oktober 2007 kwam zij in het nieuws omdat ze onder de politici vertrouwelijke stukken over de beveiliging van Ayaan Hirsi Ali had verspreid, overigens op verzoek van Hirsi Ali zelf. Kamerleden van de VVD en het CDA betoogden dat hiermee het leven van Hirsi Ali in gevaar was gebracht. Böhler stelde tot haar actie te zijn overgegaan omdat Kamerleden moeten kunnen debatteren op grond van goede informatie.
Böhler was lid van de Kamer tot 7 juni 2011.

## Overig
Sinds 1 januari 2012 is Böhler bijzonder hoogleraar in advocatuur aan de Universiteit van Amsterdam.

## Publicaties
- Gerhart Husserl: Leben und Werk (1992, dissertatie)
- De zwerftocht van een leider: Achter de schermen van de zaak Öcalan (2004)
- Crisis in de rechtstaat. Spraakmakende zaken, verborgen processen (2004)
- De beslissing, roman (2013)
- De goede advocaat (2017)
- De juiste houding, roman (2020)